# Diego Francisco Padilla
Diego Francisco Padilla (Santafé de Bogotá, 12 de noviembre de 1751/1754-18 de mayo de 1829), religioso y sacerdote de la Orden de San Agustín, fue uno de los representantes más conspicuos de la Ilustración en el Nuevo Reino de Granada; talento sublime y distinguido; promotor de la de la filosofía moderna, el estudio de las ciencias y la educación popular, en un sentido moderno e integral; defensor de la libertad y la autodeterminación de los pueblos; tolerante y detractor del liberalismo en materia económica. 

## Historia
Hijo del matrimonio de Alejo Padilla y Juana Francisca Rico, profesó sus votos religiosos en la Orden de San Agustín, Provincia Nuestra Señora de Gracia, en 1770, en el Convento de San Agustín y recibió su ordenación sacerdotal el 11 de noviembre de 1776.
Fue uno de los principales representantes en la Independencia de la Nueva Granada. Su participación activa con la elaboración del manifiesto revolucionario, su presencia en la fundación de un nuevo gobierno, como miembro insigne del Congreso, y su apoyo a la causa justa de Insurrección por medio de sus escritos, son solo algunas de las actividades que revelan la asidua contribución de Padilla a su Patria. 
Destacado en el ejercicio de la ciencia, Padilla fue constituido lector de filosofía y moderador del Colegio San Miguel en 1776, fue profesor de filosofía moderna allí mismo y fue regente y rector de la Universidad de San Nicolás de Mira en Bogotá (1788). 
Dentro de su Orden Religiosa desempeñó los siguientes ministerios: rector Provincial en 1803, asistente discreto del capítulo general celebrado en Roma diez años más tarde. Fue Provincial de la Provincia Nuestra Señora de Gracia de la Nueva Granada, durante dos periodos: 1792 – 1796 y 1804 – 1808. Fue párroco de Bojacá en 1804 y 1809. Fomentó la concordia y la reforma en la provincia de San Miguel de Quito.

Dentro de su oficio pastoral al interior de la Iglesia católica se destacó por haber sido examinador sinodal del arzobispado, calificador y consultor del Santo Oficio y capellán del ejército de Antonio Nariño en la campaña del Sur. Cabe recordar que le fue ofrecida la consagración episcopal a la cual renunció y que fue Impulsor de las misiones de los Andaquíes.

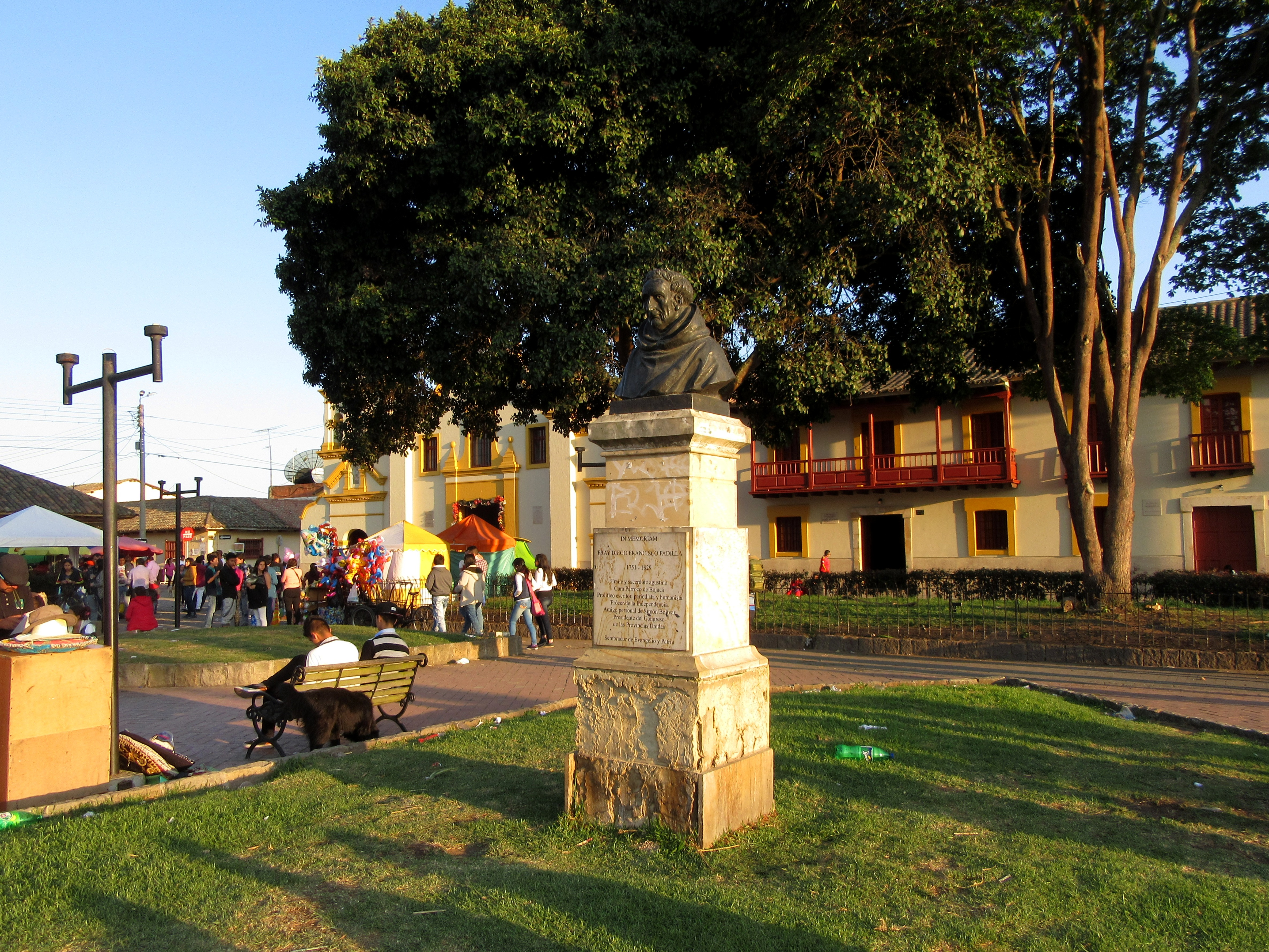
Busto de Padilla en Bojacá.

Recibió del Papa Pío VI el “Magisterio de número”, fue fundador de una escuela para niños en Boxacá, fundador de las cátedras de Música y Matemáticas en la Universidad de San Nicolás de Mira y expuso sus ideas más representativas sobre la Independencia en el semanario: Aviso al público, fundado por él mismo.
En sus ejercicios civiles, Padilla fue vocal de la primera Junta Suprema de Gobierno para asuntos religiosos desde el 20 de julio de 1810. Fue constituido miembro del cuerpo ejecutivo de la Junta Suprema de Gobierno el 29 de octubre de 1810. Fue vicepresidente del Colegio Electoral de Cundinamarca a partir del 23 de diciembre de 1811 y presidente del Colegio Electoral de Cundinamarca a partir del 23 de diciembre de 1812. Durante su permanencia como miembro del cuerpo ejecutivo de la Junta Suprema de Gobierno impulsó la economía y la educación.
Hacia julio y agosto de 1816 se llevó a cabo un proceso contra Padilla, en San Sebastián de la Plata y más tarde en Santafé de Bogotá, dirigido por José Tadeo Montilla, José Antonio Torres y por José Melgarejo, debido a la existencia de algunas publicaciones y de documentos firmados por él, siendo presidente del congreso, que podían comprometerle en el favorecimiento de la causa de Insurrección.
Sin embargo ante los cuestionamientos que le fueron dirigidos a él y a algunos testigos, durante el proceso, se reafirmó que su interés de publicación radicaba en hacer un servicio a la Iglesia, haciendo alusión a la merecida libertad de América, y a otros derechos humanos como la tolerancia y la educación religiosa. 
Durante su defensa, aunque mantiene total firmeza en lo que refiere a sus ideas - las cuales nunca pretendió contrariar, ante todo la de libertad - se defendió ante las acusaciones que le fueron imputadas por pertenecer al Congreso y haber firmado allí algunos decretos y reglamentos, exponiendo su interés casi permanente de renuncia, que le fue negada en varias ocasiones con declaración de amenazas.
De tal manera que siendo presidente del Congreso, debió firmar actas, que aunque no incluían su acuerdo, o no habían sido dictadas en su presencia, debían pasar por las manos del presidente del Congreso para su respectiva firma. 
Luego de pasar por las cárceles de Coro, Puerto Cabello, Guaira y el convento de San Jacinto en Caracas, obtuvo su total libertad hacia el año 1821, primero en Santafé y luego en Bojacá, donde permanecerá la mayoría de sus días, para morir finalmente en el convento de San Agustín el 9 de abril de 1829. 

## Obras
Formado en el Colegio de San Miguel desde 1771, fue un importante representante de la escuela agustiniana, con su método de interioridad y trascendencia. Acogió las ideas de la Ilustración y la Enciclopedia francesa. Fue un conciliador del agustinismo político con las corrientes democráticas y la Declaración de los Derechos del Hombre y del ciudadano de 1789. Llevó parte de la Enciclopedia francesa desde Pisa, Liorna, Sena, Parma, Plasencia y otras ciudades a Santafé de Bogotá en 1786. 
- 49 opúsculos sobre cómo hacer feliz a la Nueva Granada.
- Traducción “De l'économie politique” de Jean Jacques Rousseau, en: Aviso al público.
- Introducción a la Traducción libre del tratado de Economía Política.
- Colaboró con Antonio Nariño en la traducción y publicación de la Declaración de los Derechos del hombre y del ciudadano.
- Apología de la intolerancia religiosa (Contestación a Guillermo Burke).
- Diálogo entre un cura y un feligrés del pueblo de Boxacá sobre el párrafo inserto en la Gazeta de Caracas el 19 de febrero de 1811 sobre la Intolerancia.
- Principal manifiesto revolucionario: Motivos que han obligado al Nuevo Reino de Granada a reasumir los derechos de soberanía, remover las autoridades del antiguo Gobierno e instaurar una Suprema Junta bajo la denominación y nombre de nuestro Soberano Fernando VII con independencia del Consejo de Regencia y cualquier representación.
- El Espíritu del español o notas de un americano sobre su papel de reforma de Regulares, 1813..
- Diccionario teológico, filosófico

### Discursos
- Elogio fúnebre de Carlos III: En este se mostraba como defensor de la monarquía
- Explicación de la geometría práctica, la geografía y la cronología sagrada: Este discurso fue pronunciado ante la presencia de los virreyes.
- Defensa del tomo íntegro De locis theologicis, de J.B. Berti.
- Protesta ante el visitador J.B. González por el cierre del Colegio de San Miguel.
- Discurso oficial encomendado por el Papa Pío VI para el capítulo general celebrado en Roma en v 1786.
- Sermón en la fiesta del aniversario de instauración del Congreso de las Provincias Unidas de la Nueva Granada.